# 回天丸
回天丸（かいてんまる）は、幕末期の江戸幕府が所有していた軍艦の一つ。木造外輪式の蒸気船で、マスト3本のコルベットである。
宮古湾海戦における活躍で知られている。

## 艦型
排水量1,678トン、400馬力。長さ70.10m、幅10.46m。大砲は左右に40斤ライフル砲を5門ずつ、前面に50斤ライフル砲1門の合計11門。プロイセンで製造され、イギリスで改装。機関と汽罐、武装はイギリス製だった。艦名は「ダンツィヒ（Danzig）」、「イーグル（Eagle）」、回天丸と名前が変わった。

## 艦歴

### 建造
安政2年（1855年）にプロイセン王国の軍艦「ダンツィヒ（Danzig）」として建造された。プロイセン海軍創設期において建造された木造外輪式蒸気コルベットだった。設計および蒸気機関の製造はイギリスに依頼されたが、プロイセンのダンツィヒ造船所で最初に建造された軍艦である。それまでプロイセンでは、商船しか造ったことがなかったので、優秀な商船職工を集め、国内産の最上のオーク材を使って、船体を造ったという。

### 改装
当時の木造軍艦の寿命はおよそ8年で、文久2年(1863年)ころには軍籍をはずれ、武器がはずされた。これには、ちょうど蒸気軍艦が、外輪式から内輪式(スクリュー)へと移行した時期だったことも関係すると考えられる。つまり外輪式は旧式になりつつあり、プロイセン海軍の主力艦としてはふさわしくない、とされたようである。
公売された結果、イギリス商人が手に入れ、ロンドンにおいて修理。新たに武装が施され、大砲は左右にイギリス製の40斤ライフル砲を5門ずつ、銅製の榴弾砲を2門、前面に50斤ライフル砲1門を備えた。また船首を飾っていたダンツィヒ市(現在はポーランド領グダニスク)の象徴である女神像は鷲に変えられ、イーグル号と名付けられた。
外輪式は内輪式にくらべて、馬力のわりに速力が出ない。そのため(当初からか改装時かは不明であるが)、コルベットとしては小型の船体に400馬力という強力なエンジンを積んでいたものと考えられる。

### 日本回航とその後
慶応元年(1865年)、アメリカの会社の手に渡り、長崎に回航された。同年、長崎奉行の服部筑前守常純が186,000ドルで購入。当初は、乗組員も長崎奉行の手で決められ、艦長は支配組頭の柴誠一、乗り組み士官も多くが長崎の地役人だった。
第二次長州征討がはじまったため、幕府海軍所属となったが、艦長をはじめ、乗組員はそのままだった。「回天」は慶応2年(1866年)7月17日にに小倉に到着し、7月27日に戦闘に参加した。その後、戦線の維持をあきらめた老中小笠原長行は「富士山」に乗り、同艦は「回天」と共に8月1日に長崎へ向かった。小笠原は長崎からは「回天」で大坂へ向かった。
その後天保山沖警備に従事。故障修理の後、幕府重役の上洛などに使用された。
慶応3年(1867年)4月29日、「回天」と「長崎丸二番」、「奇捷丸」は大坂への兵員輸送を命じられた。同年12月25日の薩摩藩邸焼き討ち後、薩摩藩邸の浪人が乗り逃走を図る「翔凰丸」を「咸臨丸」と共に追跡。帆船の「咸臨丸」は脱落したが、「回天」は「翔凰丸」に28発の命中弾を与えた。しかし、結局「翔凰丸」には逃げられた。

### 戊辰戦争
戊辰戦争の初期には、開陽丸を旗艦として大阪、兵庫の間にあり、薩摩藩の蒸気船春日丸を追跡したりした。
慶応4年(1868年)4月11日江戸城無血開城と共に、幕府海軍が所有していた軍艦は、新政府軍に譲渡される予定であったが、海軍副総裁榎本武揚がこれを拒否。交渉の結果、甲賀源吾が艦長を務めることとなった回天丸を含め、開陽丸、蟠竜丸、千代田形丸の軍艦4隻が、徳川家に残されることになった。この4隻の軍艦を中心とする榎本艦隊は、徳川家の駿府入りを見届けた後、開陽丸を旗艦として、彰義隊残党や遊撃隊など、旧幕府陸軍を輸送船に乗せ、同年8月19日に品川沖を発して仙台をめざした。艦隊は台風による暴風に襲われ、大きな被害を受ける。回天丸は前部と中央のマストを折り、後部マストのみになった。無事仙台松島湾に入港の後も、本格的な修理をする暇がなく、前部に短いマストを立てたのみで、帆を用いることはしなくなったため、一見、鋼鉄のモニター艦のように見えたという。
甲賀艦長のもと、気仙港では旧幕府の帆船千秋丸を捕獲。蝦夷地へ渡ったのちも、箱館港占領、陸戦の支援など、箱館戦争では主力となって活躍し、開陽丸座礁の後は旗艦となった。

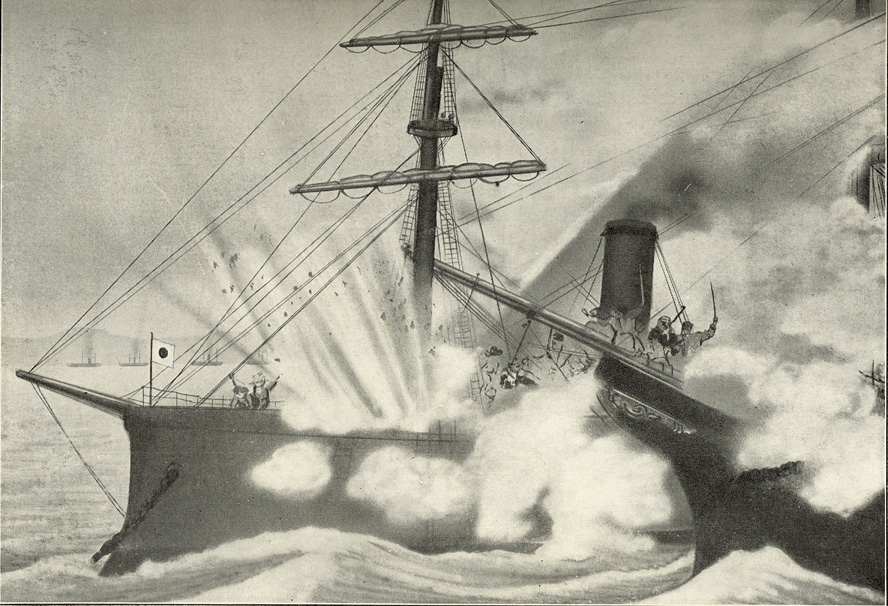
回天丸と甲鉄艦の戦い

### 宮古湾海戦
もっとも知られている回天丸の活躍は、宮古湾海戦(甲鉄艦奪取作戦)である。結果的に、たった一艦で敢行することとなったこの戦いで、甲賀源吾が戦死し、総司令官として乗船していた荒井郁之助が自ら舵を握って新政府軍艦隊を振り切った。明治2年(1869年)3月26日に回天丸は蟠竜丸と共に箱館に帰還。翌日には、新たな艦長として次席（副艦長）だった根津勢吉が任命され、新政府軍の襲来に備えた。
4月、新政府軍は乙部に上陸を開始し、回天は木古内沖で新政府軍艦隊と接触したり、当別(現・北斗市)沖で春日丸と砲火をまじえたりしたが、本格的な海戦には至らなかった。

### 箱館湾海戦
回天丸は旗艦として箱館湾海戦に臨むこととなったが、度重なる海戦の結果、僚艦千代田形丸の捕獲、蟠竜丸の故障により、5月7日には孤軍奮闘を強いられた。甲鉄艦の砲撃によりついに機関を損傷、船としての機能を果たせなくなりながら、陸地近くへ寄せてなおも奮戦。動けないでいた蟠竜丸や台場からの砲撃にも助けられ、その日は新政府軍側艦船を退かせた。
4月24日の海戦当初から、回天丸が被った弾丸は80発を超え、修理することもできないので、浅瀬に乗り上げ、片舷に砲を集めて、浮砲台として利用される事となった。
5月11日の箱館総攻撃において、故障が直り一艦のみで奮戦する蟠竜丸を弁天台場と共に援護していたが、箱館市中に新政府軍が進入。背後からの砲撃も受けて、荒井郁之助を筆頭とする乗組員は、回天丸を脱出して一本木へ上陸、五稜郭へ撤収した。その日、回天丸は新政府軍の手で焼かれた。放火され、煙突、外輪、後部の船体が残った状態の回天丸の写真が残っている。当時の箱館では、「千代田分捕られ蟠龍居ぢやる、鬼の回天骨ばかり」という唄が流行ったと伝えられている。

### 後日談
後日談を、荒井郁之助が書き残している。
ダンツィヒ造船所で学んだ技師、ネーリング・ボーゲルは、オランダ領事の紹介により、幕府に招かれて来日していたが、奇しくも、かつて自分の手で検査したダンツィヒ号が、イーグル号と名を変えて長崎に入港するのを見た。その船はさらに回天丸と名を変えて日本で活躍したのだが、明治16年(1883年)、当時三菱に雇われていたボーゲルが、函館港の浚渫を監督していたところ、ドイツの木材が多量に出てきた。回天丸の残骸だったのだ。
ボーゲルは、数奇な運命をたどったダンツィヒ号をしのび、記念にその木材で椅子を作って愛用した。旧知のボーゲルからそれを告げられた荒井は、その木材の一部をもらい受けて煙草盆を作り、後にそれは甲賀家に贈られた。